# Цаков
Цаков (слч. Cakov) насељено је мјесто са административним статусом сеоске општине (слч. obec) у округу Римавска Собота, у Банскобистричком крају, Словачка Република.

## Становништво
| Година:    | 1994. | 2004.    | 2014.    | 2024.    |
| ---------- | ----- | -------- | -------- | -------- |
| Број људи: | 217   | 278      | 313      | 363      |
| Разлика:   |       | +28,11 % | +12,58 % | +15,97 % |

| Година:    | 2023. | 2024. |
| ---------- | ----- | ----- |
| Број људи: | 363   | 363   |
| Разлика:   |       | +0 %  |

Према подацима о броју становника из 2011. године насеље је имало 291 становника.